# Fort Pierce North
Fort Pierce North es un lugar designado por el censo ubicado en el condado de Santa Lucía en el estado estadounidense de Florida. En el Censo de 2010 tenía una población de 6.474 habitantes y una densidad poblacional de 578,22 personas por km².

## Geografía
Fort Pierce North se encuentra ubicado en las coordenadas 27°28′30″N 80°21′32″O / 27.47500, -80.35889. Según la Oficina del Censo de los Estados Unidos, Fort Pierce North tiene una superficie total de 11.2 km², de la cual 11.01 km² corresponden a tierra firme y (1.67%) 0.19 km² es agua.

## Demografía
Según el censo de 2010, había 6.474 personas residiendo en Fort Pierce North. La densidad de población era de 578,22 hab./km². De los 6.474 habitantes, Fort Pierce North estaba compuesto por el 21.59% blancos, el 70.57% eran afroamericanos, el 0.31% eran amerindios, el 0.11% eran asiáticos, el 0.06% eran isleños del Pacífico, el 5.19% eran de otras razas y el 2.16% pertenecían a dos o más razas. Del total de la población el 11.12% eran hispanos o latinos de cualquier raza.